# حمله سایبری
رایاتک یا حمله سایبری (به انگلیسی: Cyberattack) در رایانه‌ها و شبکه‌های رایانه‌ای حمله برای هرگونه تلاش برای افشا، تغییر، غیرفعال کردن، تخریب، سرقت یا دستیابی و دسترسی غیرمجاز یا استفاده غیرمجاز از یک دارایی است. حمله سایبری هر نوع مانور تهاجمی است که سامانه‌های اطلاعات رایانه‌ای، زیرساخت‌ها، شبکه‌های رایانه‌ای یا دستگاه‌های رایانه شخصی را هدف قرار می‌دهد. مهاجم یک شخص یا فرایندی است که سعی در دسترسی به داده‌ها، کارکردها یا سایر مناطق محدود سامانه بدون مجوز، به‌طور بالقوه با قصد مخرب دارد. بسته به شرایط، حمله سایبری می‌تواند بخشی از جنگ سایبری یا سایبرتروریسم باشد. حمله سایبری توسط دولت‌های مستقل، افراد، گروه‌ها، جامعه یا سازمان‌ها قابل استفاده است و ممکن است از یک منبع ناشناس سرچشمه بگیرد. محصولی که حمله سایبری را تسهیل می‌کند، گاهی یک سایبر سایبری (سایبر) معرفی می‌شود.
حمله سایبری ممکن است با هک کردن یک سامانه مستعد، هدف مشخص‌شده را بدزدد، تغییر دهد یا از بین ببرد. حمله‌های سایبری می‌تواند از نصب جاسوس افزارها بر روی رایانه شخصی تا تلاش برای تخریب زیرساخت‌های کل ملل باشد. کارشناسان حقوقی به دنبال محدود کردن استفاده از این اصطلاح در حوادثی هستند که باعث آسیب جسمی می‌شوند و آن را از نقض روزمره تر داده‌ها و فعالیت‌های گسترده‌تر هک متمایز می‌کنند.
حمله‌های سایبری به‌طور فزاینده ای پیچیده و خطرناک شده‌است. برای پیشگیری از این حمله‌ها می‌توان از تجزیه و تحلیل رفتار کاربر و SIEM استفاده کرد. تاب آوری سایبری هم در مواجهه با حملات سایبری آورده شده است که به توانایی تداوم عملیات به صورت عادی، همزمان با تلاش برای پیشگیری، شناسایی، کنترل و بازیابی از حوادث و مقابله با مخاطراتی که زیرساخت IT و داده‌های سازمان را تهدید می‌کنند» گفته می‌شود. تاب‌آوری سایبری، توانایی سیستم برای بازگشت به وضعیت اولیه بعد از یک رویداد غیر منتظره یا حمله سایبری است. انعطاف‌پذیری سایبری به توانایی شما برای ایمن کردن سیستم خود اشاره دارد، بلکه بدون توجه به تهدیدات یا حملاتی که با آن مواجه است، آن را در حال اجرا نگه دارید. با تمرکز بر ایجاد دفاع امنیتی قوی، احتمال حملات سایبری را تشخیص می دهد. اما به جای اینکه از ترس خم شوید یا مغازه را ببندید، شما را تشویق می‌کند که از خودتان دفاع کنید و به عملیات خود ادامه دهید.

## تاریخچه
گفته می‌شود نخستن حمله سایبری را باب توماس (Bob Thomas) در سال ۱۹۷۱ (میلادی) را انجام داد. او برنامه‌ای نوشت که خود را در شبکه آرپانت کپی می‌کرد و روی رایانه قربانی، گزاره "I'M THE CREEPER: CATCH ME IF YOU CAN" به معنی "من خزنده هستم: اگر می‌توانی مرا بگیر" دیده می‌شد. این کد به Creeper معروف شد. پس از انتشار گسترده این کد، او برنامه دیگری نوشت که می‌توانست Creeper را پیدا و حذف کند. گفته می‌شود این برنامه نیز یکی از نخستین نرم‌افزارهای ضدویروس بود.

## تعریف
از اواخر دهه ۱۹۸۰، حمله‌های سایبری چندین بار در استفاده از نوآوری در فناوری اطلاعات به عنوان بردارهایی برای ارتکاب جرایم سایبری تحول یافته‌است. در سالهای اخیر، مقیاس و استحکام حمله‌های سایبری به سرعت افزایش یافته‌است، همان‌طور که مجمع جهانی اقتصاد در گزارش خود در سال ۲۰۱۸ مشاهده کرد: «قابلیت‌های سایبری تهاجمی سریعتر از توانایی ما برای مقابله با حوادث خصمانه توسعه می‌یابد.»
در ماه مه ۲۰۰۰، کارگروه مهندسی اینترنت حمله را در RFC 2828 تعریف کرد:
حمله به امنیت سامانه که ناشی از یک تهدید هوشمند است، یعنی یک اقدام هوشمندانه که یک اقدام عمدی (به ویژه به معنای یک روش یا تکنیک) برای فرار از خدمات امنیتی و نقض خط مشی امنیتی یک سامانه است.
دستورالعمل CNSS شماره ۴۰۰۹ مورخ ۲۶ آوریل ۲۰۱۰ توسط کمیته سامانه‌های امنیت ملی ایالات متحده آمریکا حمله را چنین تعریف می‌کند:
هر نوع فعالیت مخرب که سعی در جمع‌آوری، مختل کردن، انکار، تخریب یا نابودی منابع سامانه اطلاعات یا خود اطلاعات دارد.
وابستگی فزاینده جامعه مدرن به شبکه‌های اطلاعاتی و رایانه ای (چه در بخش خصوصی و چه از جمله ارتش) باعث شده‌است تا اصطلاحات جدیدی مانند حمله سایبری و جنگ سایبری ایجاد شود.
دستورالعمل CNSS شماره 4009 حمله سایبری را به این شرح تعریف می‌کند:
حمله، از طریق فضای مجازی، هدف قرار دادن استفاده سازمانی از فضای سایبر به منظور اخلال، غیرفعال سازی، تخریب یا کنترل سوء استفاده از محیط / زیرساخت‌های محاسباتی. یا از بین بردن یکپارچگی داده‌ها یا سرقت اطلاعات کنترل شده.
از آنجا که اتومبیل‌ها شروع به پذیرش فناوری‌های بیشتر می‌کنند، حمله‌های سایبری به یک تهدید امنیتی برای خودروها تبدیل می‌شوند.

## شیوع
بر اساس آمار، طی سال ۲۰۲۱، به‌طور میانگین، در هر ثانیه نزدیک به ۲۰ فایل باج‌افزاری در جهان منتشر می‌شدند.

## جنگ سایبری و سایبرتروریسم
جنگ سایبری از تکنیک‌های دفاع و حمله به اطلاعات و شبکه‌های رایانه ای که در فضای مجازی ساکن هستند، استفاده می‌کند، اغلب از طریق یک کارزار سایبری طولانی یا مجموعه ای از کمپین‌های مرتبط. این توانایی حریف را در انجام همان کار منفی می‌کند، ضمن اینکه از ابزارهای جنگی برای حمله به سامانه‌های مهم رایانه ای حریف استفاده می‌کند. از طرف دیگر، سایبرتروریسم «استفاده از ابزارهای شبکه رایانه ای برای خاموش کردن زیرساخت‌های مهم ملی (مانند انرژی، حمل و نقل، عملیات دولتی) یا اجبار یا ارعاب یک دولت یا جمعیت غیرنظامی است». این بدان معناست که نتیجه نهایی هم جنگ سایبری و هم سایبرتروریسم یکسان است تا به زیرساخت‌های مهم و سامانه‌های رایانه ای که در محدوده فضای مجازی با یکدیگر ارتباط دارند آسیب برساند.
ویت بوترلین، کارشناس جرم مالی توضیح داد که سازمانها، از جمله بازیگران دولتی، که به دلیل تحریم‌های اعمال شده نمی‌توانند خود را از طریق تجارت مالی تأمین کنند، برای ایجاد وجوه به حمله‌های سایبری به بانک‌ها می‌پردازند.

## عوامل
سه عامل در ایجاد حمله‌های سایبری علیه یک دولت یا یک فرد نقش دارند: عامل ترس، عامل تماشایی و عامل آسیب‌پذیری.

### ضریب تماشایی
ضریب دیدنی، معیاری از خسارت واقعی حاصل از حمله است، به این معنی که این حمله ضرر مستقیم ایجاد می‌کند (معمولاً از دست دادن دسترسی یا از دست دادن درآمد) و تبلیغات منفی را به دست می‌آورد. در ۸ فوریه ۲۰۰۰، یک حملهٔ انکار سرویس به شدت ترافیک را به بسیاری از سایت‌های مهم از جمله Amazon , Buy.com , CNN و eBay کاهش داد (این حمله ادامه داد: روز بعد بر سایت‌های دیگر تأثیر گذاشت). طبق گزارش‌ها، آمازون از دست دادن مشاغل ۶۰۰۰۰۰ دلار تخمین زده‌است.

### ضریب آسیب‌پذیر
عامل آسیب‌پذیری از چگونگی آسیب‌پذیری یک سازمان یا سازمان دولتی در برابر حمله‌های سایبری سوء استفاده می‌کند. سازمان‌های بدون سامانه تعمیر و نگهداری ممکن است روی سرور‌های قدیمی کار کنند که از سامانه‌های به روز آسیب پذیرتر هستند. یک سازمان می‌تواند در برابر انکار حمله خدمات آسیب‌پذیر باشد و یک نهاد دولتی در صفحه وب قابل تنظیم است. حمله به شبکه رایانه ای، یکپارچگی یا صحت اطلاعات را مختل می‌کند، معمولاً از طریق کد مخرب که منطق برنامه را کنترل می‌کند و داده‌ها را کنترل می‌کند، منجر به خطا در خروجی می‌شود.

## هکرهای حرفه ای به سایبرتروریست‌ها
هکرهای حرفه ای، یا به تنهایی کار می‌کنند یا در آژانس‌های دولتی یا ارتش مشغول به کار هستند، می‌توانند سامانه‌های رایانه ای با آسیب‌پذیریهای فاقد نرم‌افزار امنیتی مناسب را پیدا کنند. پس از یافتن این آسیب‌پذیری‌ها، آنها می‌توانند سامانه‌ها را با کد مخرب آلوده کرده و سپس با ارسال دستورهایی برای مشاهده محتوا یا مختل کردن رایانه‌های دیگر، سامانه یا رایانه را از راه دور کنترل کنند. نیاز به یک نقص سامانه از قبل موجود در رایانه مانند محافظت از آنتی‌ویروس یا پیکربندی سامانه معیوب برای کار با کد ویروسی وجود ندارد.
بسیاری از هکرهای حرفه ای خود را به سمت تبلیغات اینترنتی می‌برند، جایی که مجموعه جدیدی از قوانین حاکم بر اعمال آنها است. سایبرتروریسم‌ها برنامه‌های از پیش تعیین‌شده را انجام داده‌اند و حمله‌های آنها از خشم ناشی نمی‌شود. آنها معمولاً برنامه‌های سیاسی دارند و ساختارهای سیاسی را هدف قرار می‌دهند. سایبرتروریست‌ها هکرهایی با انگیزه سیاسی هستند، حمله آنها می‌تواند از طریق این فساد و تخریب بر ساختار سیاسی تأثیر بگذارد. آنها همچنین غیرنظامیان، منافع غیرنظامیان و تأسیسات غیرنظامی را هدف قرار می‌دهند. همان‌طور که قبلاً بیان شد، سایبرتروریست‌ها به افراد یا املاک حمله می‌کنند و باعث ایجاد آسیب‌های کافی برای ایجاد ترس می‌شوند.

## گونه‌های حمله
حمله می‌تواند فعال یا غیرفعال باشد.
«حمله فعال» سعی در تغییر منابع سامانه یا تأثیرگذاری بر عملکرد آنها دارد.
یک «حمله غیرفعال» سعی در یادگیری یا استفاده از اطلاعات از سامانه می‌کند اما روی منابع سامانه تأثیر نمی‌گذارد (برای نمونه، صدا زدن).
حمله می‌تواند توسط خودی یا از خارج از سازمان انجام شود.
"حمله درونی" حمله ای است که توسط یک نهاد درون محیط امنیتی ("خودی") آغاز می‌شود، یعنی موجودی که مجاز به دسترسی به منابع سامانه است اما از آنها استفاده می‌کند به گونه ای که توسط افرادی که مجوز را صادر کرده‌اند تأیید نشود.
"حمله بیرونی" از خارج از محیط، توسط یک کاربر غیرمجاز یا نامشروع از سامانه ("خارجی") آغاز می‌شود. در اینترنت، مهاجمان بالقوه خارجی از شوخی‌های آماتور گرفته تا مجرمان سازمان یافته، تروریست‌های بین‌المللی و دولت‌های خصمانه متغیر هستند.
یک منبع (چه از نظر جسمی و چه منطقی)، به نام دارایی، می‌تواند یک یا چند آسیب‌پذیری داشته باشد که توسط یک عامل تهدید در یک عمل تهدید می‌تواند مورد سوء استفاده قرار بگیرد. در نتیجه، محرمانه بودن، یکپارچگی یا در دسترس بودن منابع ممکن است به خطر بیفتد. به‌طور بالقوه، این خسارت ممکن است علاوه بر آن که در ابتدا به عنوان آسیب‌پذیر شناخته شده‌است، از جمله منابع بیشتر سازمان و منابع سایر طرفهای درگیر (مشتری، تأمین کننده) به منابع نیز گسترش یابد.
به اصطلاح سه‌گانه سیا اساس امنیت اطلاعات است.
حمله می‌تواند زمانی فعال شود که بتواند منابع سامانه را تغییر داده یا عملکرد آنها را تحت تأثیر قرار دهد: بنابراین این امر یکپارچگی یا در دسترس بودن را به خطر می‌اندازد. یک «حمله غیرفعال» سعی در یادگیری یا استفاده از اطلاعات از سامانه دارد اما بر منابع سامانه تأثیر نمی‌گذارد: بنابراین محرمانه بودن را به خطر می‌اندازد.
تهدید یک پتانسیل برای نقض امنیت است، در شرایطی که یک شرایط، توانایی، اقدام یا رویدادی وجود داشته باشد که می‌تواند باعث نقض امنیت و ایجاد آسیب شود، وجود دارد؛ یعنی تهدید یک خطر احتمالی است که می‌تواند از آسیب‌پذیری سوء استفاده کند. یک تهدید می‌تواند یا «عمدی» باشد (برای نمونه، هوشمند؛ برای نمونه، یک ترقه شخصی یا یک سازمان جنایی) یا «تصادفی» (برای نمونه، امکان نقص کامپیوتر یا امکان «عمل خدا» مانند یک زلزله، آتش‌سوزی یا گردباد).
مجموعه ای از سیاست‌های مربوط به مدیریت امنیت اطلاعات، سامانه‌های مدیریت امنیت اطلاعات (ISMS) برای مدیریت، طبق اصول مدیریت ریسک، اقدامات متقابل به منظور دستیابی به یک استراتژی امنیتی تنظیم شده در زیر قوانین و مقررات قابل اجرا در کشور.
یک حمله باید به یک حادثه امنیتی منجر شود یعنی یک رویداد امنیتی که شامل یک نقض امنیتی باشد. به عبارت دیگر، یک رویداد سامانه مربوط به امنیت که در آن سیاست امنیتی سامانه نافرمانی یا به طریقی نقض می‌شود.
تصویر کلی نمایانگر عوامل خطر سناریو ریسک است.
یک سازمان باید اقدام‌های لازم را برای شناسایی، طبقه‌بندی و مدیریت حوادث امنیتی انجام دهد. نخستین گام منطقی، تنظیم یک برنامه پاسخگویی به حادثه و درنهایت تیم واکنش اضطراری رایانه است.
به منظور شناسایی حملات، می‌توان تعدادی از اقدامات متقابل در سطح سازمانی، رویه‌ای و فنی تنظیم کرد. تیم واکنش اضطراری رایانه، ممیزی امنیت فناوری اطلاعات و سامانه تشخیص نفوذ نمونه‌هایی از این موارد هستند.
حمله معمولاً توسط شخص با نیت بدانجام می‌شود: حملات منفجر سیاه در این گروه قرار می‌گیرد، در حالی که سایرین آزمایش نفوذ به سامانه اطلاعات سازمان را انجام می‌دهند تا دریابند که آیا همه کنترل‌های پیش‌بینی شده در آن واقع شده‌است یا خیر.
حملات را می‌توان با توجه به منشأ آنها طبقه‌بندی کرد: یعنی اگر با استفاده از یک یا چند رایانه انجام شود: در آخرین مورد حمله توزیع شده نامیده می‌شود. از بوت‌ها برای انجام حملات توزیع شده استفاده می‌شود.
طبقه‌بندی‌های دیگر مطابق رویه‌های استفاده شده یا نوع آسیب‌پذیری مورد استفاده قرار می‌گیرند: حملات می‌توانند در مکانیسم‌های شبکه یا ویژگی‌های میزبان متمرکز شوند.
برخی از حملات فیزیکی هستند: یعنی سرقت یا آسیب دیدن رایانه‌ها و سایر تجهیزات. برخی دیگر تلاش می‌کنند برای دستیابی به نتیجه غیرقابل پیش‌بینی (توسط طراح اصلی) تغییراتی را در منطق مورد استفاده رایانه‌ها یا پروتکل‌های شبکه ایجاد کنند اما برای مهاجم مفید است. نرم‌افزاری که برای حمله‌های منطقی به رایانه‌ها استفاده می‌شود بدافزار نامیده می‌شود.
در زیر فهرست کوتاهی از حملات وجود دارد:
- منفعل
  - نظارت بر رایانه و شبکه
  - شبکه
    - سیم کشی
    - بهره‌برداری از فیبر
    - اسکن بندر
    - اسکن بیکار

  - میزبان
    - ورود به سامانه کلید
    - خراش داده‌ها
    - در پشتی
- فعال
  - انکار سرویس حمله
    - DDos یا توزیع انکار حمله خدمات تلاشی است که توسط هکر انجام شده‌است تا دسترسی به سرور یا وب سایت متصل به اینترنت را مسدود کند. این کار با استفاده از چندین سامانه رایانه ای انجام می‌شود، که سامانه مورد نظر را با درخواستها بیش از حد بارگذاری می‌کند، و این قادر به پاسخگویی به هرگونه سؤال نیست.

  - کلاهبرداری
  - حمله تهدید آمیز
  - شبکه
    - انسان در وسط
    - مرورگر مرد
    - مسمومیت با ARP
    - سیل پینگ
    - پینگ مرگ
    - حمله Smurf

  - میزبان
    - سرریز بافر
    - سرریز بیش از حد
    - سرریز پشته
    - قالب حمله رشته

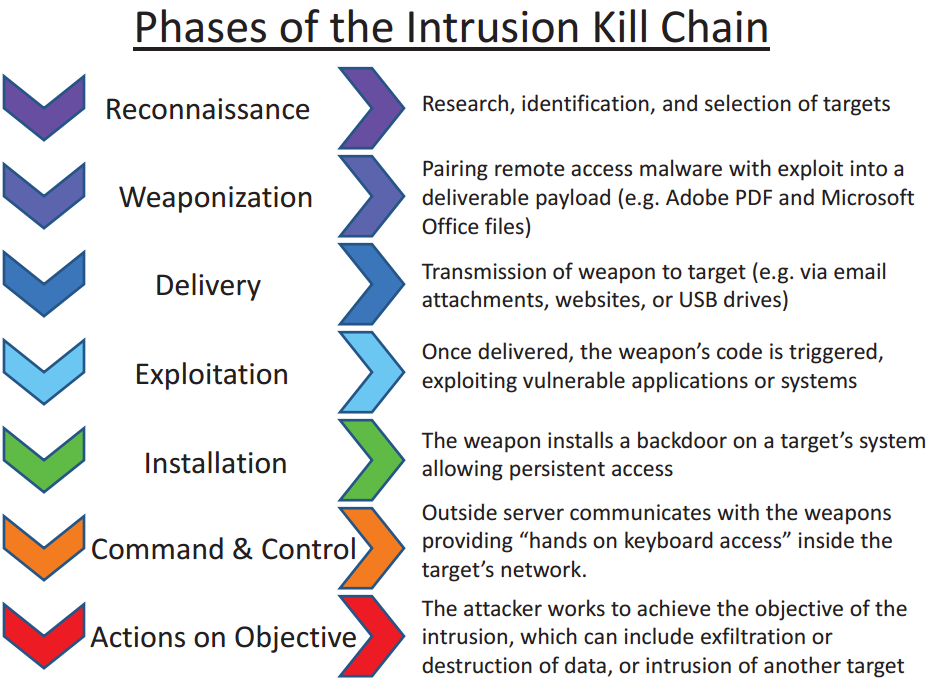
زنجیره کشتار نفوذ برای امنیت اطلاعات

با جزئیات، تعدادی از تکنیک‌ها برای استفاده در حملات سایبری و روش‌های متنوعی برای مدیریت آنها در افراد یا مؤسسات در مقیاس وسیع تر وجود دارد. حملات به دو دسته تقسیم می‌شوند: حملات نحوی و حملات معنایی. حملات نحوی ساده هستند. این نرم‌افزار مخرب محسوب می‌شود که شامل ویروس‌ها، کرم‌ها و اسب‌های تروجان است.

### حمله‌های نحوی

#### ویروس‌ها
ویروس یک برنامه خود تکراری است که می‌تواند برای تولید مثل خود را به برنامه یا پرونده دیگری وصل کند. این ویروس می‌تواند در مکان‌های بعید در حافظه یک سامانه کامپیوتری پنهان شود و خود را به هر پرونده ای که می‌بیند مناسب برای اجرای کد آن باشد متصل کند. همچنین می‌توانید ردپای دیجیتالی خود را در هر بار تکرار تغییر دهید و باعث می‌شود ردیابی در رایانه سخت‌تر شود.

#### کرم‌ها
کرم برای کپی کردن خود نیازی به پرونده یا برنامه دیگری ندارد. این یک برنامه در حال اجرا خود پایدار است. کرم‌ها با استفاده از پروتکل‌ها بر روی یک شبکه تکثیر می‌شوند. جدیدترین کرمها باعث می‌شود از آسیب‌پذیری‌های شناخته شده در سامانه‌ها برای نفوذ، اجرای کد آنها و تکرار سایر سامانه‌ها مانند کرم Code Red II استفاده شود که در کمتر از ۱۴ ساعت بیش از ۲۵۹۰۰۰ سامانه را آلوده کرده‌است. در مقیاس بسیار بزرگتر، کرم‌ها می‌توانند برای جاسوسی صنعتی طراحی شوند تا سرور و جمع‌آوری فعالیت‌های سرور و ترافیک را کنترل کرده و سپس آن را به خالق خود منتقل کنند.

#### اسب‌های تروجان
یک اسب تروا برای انجام کارهای قانونی طراحی شده‌است اما فعالیت ناشناخته و ناخواسته ای نیز انجام می‌دهد. این می‌تواند پایه و اساس بسیاری از ویروس‌ها و کرم‌هایی باشد که به عنوان loggers صفحه کلید و نرم‌افزار backdoor روی رایانه نصب می‌شوند. به معنای تجاری، Trojans را می‌توان در نسخه‌های آزمایشی نرم‌افزار جاسازی کرد و می‌تواند اطلاعات اضافی را در مورد هدف جمع کند، بدون اینکه شخصی حتی از آن خبر دهد. هر سه این موارد احتمالاً از طریق ایمیل، مرورگرهای وب، سرویس گیرنده گپ، نرم‌افزار از راه دور و به روزرسانی‌ها به یک فرد حمله می‌کنند.

### حمله‌های معنایی
حمله معنایی اصلاح و نشر اطلاعات صحیح و نادرست است. اطلاعات اصلاح شده می‌توانست بدون استفاده از رایانه انجام شود حتی اگر با استفاده از آنها فرصتهای جدیدی پیدا شود. برای قرار دادن کسی در مسیر اشتباه یا پوشاندن آهنگ‌های شما، می‌توانید از اطلاعات نادرست استفاده کنید.

#### هند و پاکستان
دو مورد بین هند و پاکستان وجود داشت که درگیری‌های فضای مجازی را درگیر کردند، که از دهه ۱۹۹۰ آغاز شد. در اوایل سال ۱۹۹۹، حملات سایبری مشهور شد. از آن زمان، هند و پاکستان درگیر مشاجره طولانی مدت بر روی کشمیر بودند که به فضای مجازی منتقل شدند. حساب‌های تاریخی حاکی از آن است که هکرهای هر کشور بارها و بارها در حمله به سامانه پایگاه داده محاسباتی یکدیگر دست داشته‌اند. تعداد حملات سالانه افزایش یافته‌است: ۴۵ مورد در سال ۱۹۹۹، ۱۳۳ مورد در سال ۲۰۰۰، ۲۷۵ تا اوت آگوست ۲۰۰۱. در سال ۲۰۱۰، هکرهای هندی حداقل ۳۶ وب سایت پایگاه داده دولتی را تحت عنوان «ارتش سایبر ارتش هند» حمله سایبری کردند. در سال ۲۰۱۳، هکرهای هندی در تلاش برای بازیابی اطلاعات حساس پایگاه داده، وب سایت رسمی کمیسیون انتخابات پاکستان را هک کردند. در پاسخ به انتقام، هکرهای پاکستانی، که خود را «ارتش سایبر حقیقی» می‌نامند، ۱٫۰۵۹ پوند وب سایت سازمان‌های انتخاباتی هند را هک کرده و از بین بردند.
به گفته این رسانه‌ها، پاکستان در برنامه ای با عنوان «سایبر امن پاکستان» (CSP) روی سامانه امنیت سایبری مؤثر کار کرده‌است. این برنامه در آوریل ۲۰۱۳ توسط انجمن امنیت اطلاعات پاکستان آغاز شد و این برنامه در دانشگاه‌های این کشور گسترش یافته‌است.

## حمله‌های سایبری کشورها علیه یکدیگر
در جنگ سایبری، فرد باید بازیگران دولتی را که در انجام این حملات سایبری علیه یکدیگر قرار دارند، بشناسد. دو بازیکن اصلی که مورد بحث قرار می‌گیرند، مقایسه قدمت سن شرق با غرب، قابلیت‌های سایبری چین در مقایسه با قابلیت‌های ایالات متحده است. بسیاری دیگر از بازیگران دولتی و غیردولتی در جنگ سایبری وجود دارند، مانند روسیه، ایران، عراق و القاعده. از آنجا که چین و ایالات متحده پیشرو در توانایی‌های جنگ سایبری هستند، آنها تنها دو بازیگر دولتی هستند که مورد بحث قرار می‌گیرند.
اما در Q2 2013، Akamai Technologies گزارش داد که اندونزی با سهم ۳۸ درصد از حمله سایبری، چین را در صدر قرار داده‌است، که از سهم قبلی ۲۱ درصد افزایش یافته‌است. چین ۳۳ درصد و ایالات متحده ۶٫۹ درصد تعیین کردند. ۷۹ درصد از حملات از منطقه آسیا اقیانوسیه صورت گرفته‌است. اندونزی با حدود ۹۰ درصد حمله به بنادر ۸۰ و ۴۴۳ تسلط داشت.

### چین
ارتش آزادی‌بخش خلق چین (PLA) یک استراتژی به نام «جنگ الکترونیکی یکپارچه جنگ» را تدوین کرده‌است که عملیات شبکه رایانه ای و ابزار جنگ سایبری را راهنمایی می‌کند. این استراتژی کمک می‌کند تا ابزارهای جنگ شبکه و سلاح‌های جنگ الکترونیکی را علیه سامانه‌های اطلاعاتی حریف در هنگام درگیری پیوند دهند. آنها معتقدند مبانی دستیابی به موفقیت، کنترل کنترل جریان اطلاعات حریف و ایجاد تسلط اطلاعات است. علوم نظامی و علوم کمپین‌ها هر دو شبکه‌های سامانه‌های لجستیکی دشمن را به عنوان بالاترین اولویت برای حملات سایبری معرفی می‌کنند و اظهار می‌دارند که اگر یک کمپین، که به‌طور صحیح از آن استفاده می‌شود، می‌تواند موفقیت عملیاتی را در کلیه عملیات موفقیت‌آمیز داشته باشد. با تمرکز بر حمله به زیرساخت‌های حریف برای ایجاد اختلال در انتقال و فرایندهای اطلاعاتی که عملیات تصمیم‌گیری را دیکته می‌کند، PLA تسلط سایبری بر طرف مقابل خود را تضمین می‌کند. تکنیک‌های غالب که در طی یک درگیری برای به دست آوردن دست فوقانی مورد استفاده قرار می‌گیرند، به شرح زیر است: PLA با گیربکس‌های الکترونیکی، فریب الکترونیکی و تکنیک‌های سرکوب برخورد می‌کند تا فرایندهای انتقال اطلاعات را مختل کند. آنها حملات ویروس یا تکنیک‌های هک کردن را برای خرابکاری در فرایندهای اطلاعات انجام می‌دهند، همه به امید از بین بردن سامانه عامل‌ها و امکانات دشمن. علم کمپینهای PLA خاطرنشان کرد: یک نقش برای جنگ سایبری ایجاد فرصت‌هایی برای نیروهای دیگر است تا بتوانند بدون شناسایی یا با خطر کمتری از ضد حمله با بهره‌برداری از دوره‌های دشمن «نابینایی»، «ناشنوایی» یا «فلج» ایجاد کنند. حملات سایبری این یکی از اصلی‌ترین کانون‌های حمله سایبری است، تا بتوانید دشمن خود را تا حد ممکن تضعیف کنید تا در این صورت توهین جسمی شما درصد بالاتری از موفقیت داشته باشد.
PLA تمرینات منظم را در محیط‌های متنوعی انجام می‌دهد که بر استفاده از تاکتیک‌ها و تکنیک‌های جنگ سایبری در مقابله با چنین تاکتیکی‌ها در صورت استفاده در برابر آنها تأکید می‌کند. تحقیقات دانشکده بر روی طرح‌های استفاده از rootkit و تشخیص سامانه عامل کیلین که به آموزش بیشتر تکنیک‌های جنگ سایبری این افراد کمک می‌کند، توجه داشته‌است. چین جنگ سایبری را به عنوان عامل بازدارنده تسلیحات هسته ای، داشتن توانایی دقت بیشتر، تلفات کمتر، و حملات طولانی مدت می‌داند.

### استونی
حمله‌های سایبری سال ۲۰۰۷ در استونی یک سری حملات سایبری بود که از ۲۷ آوریل ۲۰۰۷ آغاز شد و وب سایتهای سازمان‌های استونی از جمله پارلمان استونی، بانک‌ها، وزارتخانه‌ها، روزنامه‌ها و پخش کنندگان در میان اختلاف نظر این کشور با روسیه در مورد جابجایی سرباز برنز تالین هدف قرار گرفت. یک نشانگر استادانه قبرس در دوران اتحاد جماهیر شوروی، و همچنین قبرهای جنگی در تالین. این حملات باعث شد تعدادی از سازمانهای نظامی در سراسر جهان دوباره به اهمیت امنیت شبکه برای دکترین نظامی مدرن تجدید نظر کنند. نتیجه مستقیم حملات سایبری ایجاد مرکز تعالی دفاع سایبری تعاونی ناتو در تالین بود.

### ایران
در ۸ فوریه ۲۰۲۰، شبکه ارتباطی ایران شاهد اختلال گسترده در ساعت ۱۱:۴۴ دقیقه به وقت محلی بود که حدود یک ساعت به طول انجامید. وزارت اطلاعات و فناوری ارتباطات ایران این حمله را به عنوان حمله انکار توزیع خدمات (DDoS) تأیید کرد. مقامات ایرانی مکانیزم دفاع سایبری «قلعه دیجیتال» را برای دفع فعال کردند. همچنین به عنوان DZHAFA (دژفا) شناخته می‌شود، منجر به افت ۷۵ درصدی اتصال به اینترنت ملی شد.

### اسرائیل
در آوریل ۲۰۲۰ تلاش‌هایی برای هک کردن زیرساخت‌های اسرائیل توسط ایران صورت گرفت که توسط پدافند سایبری اسرائیل خنثی شد. حمله سایبری قصد داشت مقادیر خطرناک کلر را در تأمین آب اسرائیل وارد کند.
در ۱۴ مارس ۲۰۲۲ بسیاری از وبگاه‌های دولتی اسرائیل مورد حمله سایبری قرار گرفتند. به گفته روزنامه هاآرتص این حمله یکی از بزرگ‌ترین حمله‌های سایبری علیه اسرائیل بوده‌است. طبق اظهارات این روزنامه، وبسایت‌های وزارت داخلی، وزارت بهداشت، وزارت دادگستری، وزارت رفاه و نخست‌وزیری مورد حمله قرار گرفتند و از دسترس خارج شدند. همچنین وبگاه موساد نیز از دسترس خارج شد.
بر اساس انچه در سند استراتژی سایبری اسرائیل آمده است خسارات جهانی حملات سایبری سالانه 8 تریلیون دلار بوده و سهم اسرائیل از این میزان خسارت 12 میلیارد شِکِل یعنی معادل 3.2 میلیون دلار است.

### کره شمالی
اطلاعات بیشتر: هک تصاویر Sony

### روسیه
در طول جام جهانی فیفا ۲۰۱۸ روسیه حدود ۲۵ میلیون حمله سایبری به زیرساخت IT را متوقف کرد.
در ژوئن ۲۰۱۹، روسیه اعتراف کرده‌است که «امکان‌پذیر است» شبکه برق آن توسط ایالات متحده تحت حمله سایبری قرار داشته باشد. نیویورک تایمز گزارش داد که هکرهای آمریکایی از فرماندهی سایبر ایالات متحده بدافزارهایی را به وجود آورده‌اند که به‌طور بالقوه قادر به ایجاد اختلال در شبکه الکتریکی روسیه هستند.

### اوکراین
مجموعه‌ای از حمله‌های سایبری قدرتمند از ۲۷ ژوئن ۲۰۱۷ آغاز شد که وب سایت‌های سازمان‌های اوکراین از جمله بانک‌ها، وزارتخانه‌ها، روزنامه‌ها و شرکت‌های برق را متلاشی کرد.

### امارات متحده عربی
در سال ۲۰۱۹، رویترز گزارش داد که امارات متحده عربی مجموعه‌ای از حمله‌های سایبری را علیه مخالفان سیاسی، روزنامه نگاران و فعالان حقوق بشر در زیر پروژه راون، بر روی یک سکوی جاسوسی یعنی کارما، آغاز کرده‌است. این تیم شامل مأمورین اطلاعاتی سابق آمریکا بود. Project Raven در سال ۲۰۰۹ آغاز شد و برنامه‌ریزی شده بود که برای ده سال آینده ادامه یابد.

### ایالات متحده
در غرب، هنگامی که جنگ سایبری روی نوک زبان همه قرار دارد، ایالات متحده «صدای صدای» متفاوتی را ارائه می‌دهد. ایالات متحده برنامه‌های امنیتی را دقیقاً در پاسخ به جنگ سایبری ارائه می‌دهد، اساساً وقتی به آنها حمله می‌شود با استفاده از روش‌های شیطانی سایبر، به دفاع می‌پردازند. در ایالات متحده، مسئولیت امنیت سایبری بین وزارت امنیت میهن، دفتر تحقیقات فدرال و وزارت دفاع تقسیم شده‌است. در سال‌های اخیر، دپارتمانی جدید ایجاد شده‌است که به‌طور خاص به تهدیدهای سایبری گرایش یابد، این بخش به عنوان فرمان سایبر شناخته می‌شود. فرماندهی سایبر یک فرعی نظامی تحت فرماندهی استراتژیک ایالات متحده است و مسئولیت مقابله با تهدیدات مربوط به زیرساخت‌های سایبر نظامی را بر عهده دارد. عناصر خدمات فرماندهی سایبر شامل فرماندهی سایبر ارتش، بیست و چهارمین نیروی هوایی، فرماندهی سایبری ناوگان و فرماندهی سایبری نیروهای دریایی است. این تضمین می‌کند که رئیس‌جمهور بتواند سامانه‌های اطلاعاتی را هدایت و کنترل کند و در صورت نیاز به دفاع از ملت در فضای مجازی، گزینه‌های نظامی نیز در دسترس دارد. افراد در فرماندهی سایبر باید به بازیگران ایالتی و غیردولتی توجه کنند که در زمینه جاسوسی سایبری و سایر حملات سایبری علیه ملت و متحدانش توانایی‌های جنگ سایبری را توسعه می‌دهند. فرماندهی سایبر به دنبال اینکه یک اداره چند وجهی در انجام عملیات سایبر باشد، می‌تواند عاملی بازدارنده برای جلوگیری از مخالفان احتمالی از حمله به ایالات متحده باشد.
سه رویداد برجسته رخ داده‌است که شاید در ایجاد ایده Cyber Command کاتالیزور باشند. عدم وجود زیرساخت‌های مهم گزارش شده توسط سیا که در آن فعالیت‌های مخرب علیه سامانه‌های فناوری اطلاعات باعث اختلال در توان الکتریکی در خارج از کشور شده‌است. این منجر به قطع برق چند شهر در مناطق مختلف شد. رویداد دوم بهره‌برداری از خدمات مالی جهانی بود. در نوامبر ۲۰۰۸، یک بانک بین‌المللی دارای یک پردازنده پرداخت به خطر افتاده بود که اجازه می‌داد معاملات بیش از ۱۳۰ کلاهبرداری خودکار در ۴۹ شهر طی یک دوره ۳۰ دقیقه ای انجام شود. آخرین رویداد از دست دادن سامانهیک ارزش اقتصادی ایالات متحده بود که یک صنعت در سال ۲۰۰۸ ۱ تریلیون دلار ضرر مالکیت معنوی را به سرقت داده تخمین زد. حتی اگر همه این وقایع فاجعه داخلی بودند، از نظر ماهیت بسیار واقعی بودند، به این معنی که هیچ چیز نمی‌تواند بازیگران ایالتی و غیردولتی را متوقف کند که همین کار را در مقیاس ناگوارتر انجام دهند. ابتکارات دیگری مانند شورای مشورتی آموزش سایبر برای بهبود کیفیت، کارایی و کفایت آموزش دفاع دفاعی شبکه رایانه ای، حمله و بهره‌برداری از عملیات سایبر دشمن ایجاد شده‌است.
در هر دو انتهای طیف، ملل شرق و غرب تضاد «شمشیر و سپر» در آرمانها نشان می‌دهند. چینی‌ها ایده‌های تهاجمی تری برای جنگ سایبری دارند و سعی می‌کنند اعتصاب پیشگیرانه را در مراحل ابتدایی درگیری برای به دست آوردن دست بالا انجام دهند. در ایالات متحده اقدامات ارتجاعی بیشتری برای ایجاد سامانه‌هایی با موانع غیرقابل نفوذ برای محافظت از ملت و غیرنظامیان آن در برابر حملات سایبری انجام می‌شود.
طبق اخبار Homeland Preparedness News، بسیاری از شرکتهای متوسط ایالات متحده آمریکا برای دفاع از سامانه‌های خود در برابر حملات سایبری، کار دشواری دارند. حدود ۸۰ درصد دارایی‌های آسیب‌پذیر در برابر حمله سایبری متعلق به شرکت‌ها و سازمان‌های خصوصی است. مایکل بالبونی، معاون وزیر ایمنی امور خارجه پیشین ایالت نیویورک اظهار داشت که اشخاص خصوصی «از نوع توانایی، پهنای باند، علاقه یا تجربه ای برای تهیه یک تحلیل سایبری فعال برخوردار نیستند.»
پرزیدنت اوباما در پاسخ به حملات سایبری در تاریخ ۱ آوریل ۲۰۱۵، دستورالعمل اجرایی را برای تعیین نخستین مجازات‌های اقتصادی صادر کرد. این دستورالعمل بر افراد و اشخاص ("متخصصین") مسئول حملات سایبری تأثیر می‌گذارد که امنیت ملی، سیاست خارجی، بهداشت اقتصادی یا ثبات مالی ایالات متحده را تهدید می‌کند. به‌طور خاص، دستورالعمل اجرایی به وزارت خزانه داری اجازه می‌دهد دارایی‌های افراد تعیین شده را مسدود کند.
مطابق کتاب تد کپل، در سال ۲۰۰۸، ایالات متحده با همکاری اسرائیل با حمله سایبری به برنامه هسته ای ایران پرداختند و تبدیل به «نخستین کسی شد که از اسلحه دیجیتال به عنوان ابزار سیاست استفاده کرد».

## زیرساختها به عنوان اهداف
پس از آغاز حمله سایبری، اهداف مشخصی وجود دارد که باید برای حمله به حریف حمله کنند. برخی از زیرساختها به عنوان اهداف به عنوان زیرساخت‌های مهم در مواقع درگیری مطرح می‌شوند که می‌توانند یک ملت را به شدت ویران کنند. سامانه‌های کنترل، منابع انرژی، امور مالی، ارتباط از راه دور، حمل و نقل و تأسیسات آب به عنوان اهداف مهم زیرساختی در هنگام درگیری دیده می‌شوند. گزارش جدیدی دربارهٔ مشکلات امنیت سایبری صنعتی، تولید شده توسط انستیتوی فناوری بریتیش کلمبیا، و گروه مشاوره PA، با استفاده از داده‌های مربوط به سال ۱۹۸۱، براساس گزارش‌ها افزایش ۱۰ برابری در تعداد موفق را یافته‌است حملات سایبری به سامانه‌های کنترل نظارت و دستیابی به داده‌های زیرساختی (SCADA) از سال ۲۰۰۰. حملات سایبری که تأثیر جسمی نامطلوبی دارند تحت عنوان حملات فیزیکی سایبر شناخته می‌شوند.

### سامانه‌های کنترل
سامانه‌های کنترل وظیفه فعال سازی و نظارت بر کنترل‌های صنعتی یا مکانیکی را دارند. بسیاری از دستگاه‌ها برای کنترل دریچه‌ها و دروازه‌های زیربناهای فیزیکی خاص با سامانه عامل‌های رایانه ای یکپارچه شده‌اند. سامانه‌های کنترل معمولاً به عنوان دستگاه‌های از راه دور از راه دور طراحی می‌شوند که از طریق دسترسی به اینترنت یا مودم به سایر دستگاه‌های فیزیکی پیوند می‌خورند. امنیت کمی در هنگام برخورد با این دستگاه‌ها فراهم می‌شود و به بسیاری از هکرها یا cyberterrorist کمک می‌کند تا آسیب‌پذیری‌های سامانهاتیک را جستجو کنند. پل بلومگرن، مدیر مهندسی فروش در شرکت امنیت سایبری توضیح داد که چگونه افراد وی به یک پست فرعی از راه دور سوار می‌شوند، آنتن شبکه بی‌سیم را دیدند و بلافاصله کارتهای LAN بی‌سیم خود را وصل کردند. آنها لپ تاپ‌های خود را بیرون آوردند و به سامانه متصل شدند زیرا از رمزهای عبور استفاده نمی‌کند. بلومگرن گفت: "در مدت ۱۰ دقیقه، آنها هر قطعه تجهیزات موجود در تاسیسات را نقشه برداری کرده بودند." "در مدت ۱۵ دقیقه، آنها هر قطعه تجهیزات را در شبکه کنترل عملیاتی نقشه برداری کردند. در مدت ۲۰ دقیقه آنها با شبکه تجاری صحبت می‌کردند و چندین گزارش تجاری را بیرون کشیده بودند. آنها حتی هرگز وسیله نقلیه را ترک نکردند."

### انرژی
انرژی به عنوان زیرساخت دوم مورد حمله قرار می‌گیرد. به دو دسته برق و گاز طبیعی تقسیم می‌شود. برق همچنین به عنوان شبکه‌های برق شهرها، مناطق و خانوارها شناخته می‌شود. این دستگاه‌ها و سایر سازوکارهای مورد استفاده در زندگی روزمره قدرت می‌دهند. با استفاده از ایالات متحده به عنوان نمونه، cyberterrorists می‌توانند به داده‌ها از طریق گزارش روزانه وضعیت سامانه دسترسی پیدا کنند که جریان برق در سامانه را نشان می‌دهد و می‌تواند شلوغ‌ترین بخش‌های شبکه را مشخص کند. با خاموش کردن این شبکه‌ها، آنها می‌توانند باعث هیستری جمعی، عقب افتادگی و سردرگمی شوند. همچنین با روش مستقیم تر قادر به یافتن مناطق مهم عملیاتی برای حملات بیشتر هستند. سایبرتروریست‌ها می‌توانند به دستورالعمل نحوه اتصال به اداره برق بونویل کمک کنند که به آنها کمک می‌کند تا در صورت عدم تقصیر سامانه در فرایند، راهنمایی کنند. این یک مزیت اساسی است که می‌توان در هنگام حملات سایبری استفاده کرد زیرا مهاجمان خارجی که هیچ آگاهی قبلی از سامانه ندارند می‌توانند با بالاترین دقت و بدون اشکال حمله کنند. حملات سایبری در تأسیسات گاز طبیعی به همان روشی که با حمله به شبکه‌های برقی انجام می‌شود، پیش می‌روند. سایبرتروریست‌ها می‌توانند این تأسیسات را متوقف کنند و جریان را متوقف کنند یا حتی می‌توانند جریان گاز را به بخش دیگری که توسط یکی از متحدانشان قابل تصرف است، تغییر دهند. در روسیه با یک منبع گاز بنام گازپروم یک مورد وجود داشت، آنها پس از اینکه یک اپراتور داخلی و برنامه اسب تروجان از امنیت عبور کرد، کنترل تابلوی مرکزی خود را که مسیر جریان گاز را کنترل می‌کرد از دست دادند.

### دارایی، مالیه، سرمایه‌گذاری
از آنجا که سامانه مالی توسط سامانه‌های رایانه ای در ارتباط است، زیرساخت‌های مالی می‌تواند مورد حمله حملات سایبری قرار بگیرد. پیوسته در این موسسات پول مبادله می‌شود و در صورت حمله مجرمان سایبری و اگر معاملات مجدداً مورد سرقت قرار می‌گرفت و مبالغ زیادی به سرقت می‌رفت صنایع مالی سقوط می‌کردند و غیرنظامیان بدون شغل و امنیت فعالیت می‌کردند. عملیات از منطقه به منطقه دیگر می‌انجامد و باعث تخریب اقتصادی در سطح کشور می‌شود. تنها در ایالات متحده آمریکا، متوسط حجم معاملات روزانه به ۳ تریلیون دلار رسیده و ۹۹٪ آن جریان غیرنقدی است. برای اینکه بتوانید این مقدار پول را برای یک روز یا برای یک دوره روز مختل کنید، می‌تواند باعث خسارت‌های ماندگار شود و باعث شود سرمایه گذاران از بودجه خارج شده و اعتماد عمومی را از بین ببرند.
حمله سایبری در یک مؤسسه مالی یا معاملات ممکن است به عنوان یک سایبر سایبر شناخته شود. این حملات ممکن است با فیشینگ شروع شود که کارمندان را هدف قرار می‌دهد، با استفاده از مهندسی اجتماعی برای همگام سازی اطلاعات از آنها. آنها ممکن است به مهاجمان اجازه دهند هک شوند وارد شبکه شوند و keyloggerها را روی سامانه‌های حسابداری قرار دهند. به مرور زمان، مجرمان سایبری می‌توانند اطلاعات مربوط به رمز و کلید را به دست آورند. سپس از طریق اطلاعاتی که آنها با استفاده از keyloggerها به سرقت برده‌اند، می‌توانید به حساب‌های بانکی سازمان دسترسی پیدا کنید. در ماه مه سال ۲۰۱۳، یک باند یک پایگاه سایبر ۴۰ میلیون دلاری از بانک مسقط انجام داد.

### ارتباطات از راه دور
زیرساختهای ارتباطات تلفنی از راه دور، نتایج مستقیمی دارند. ادغام ارتباطات از روشی رایج است، سامانه‌هایی مانند شبکه‌های صوتی و IP در حال ادغام هستند. همه چیز از طریق اینترنت اداره می‌شود زیرا سرعت و قابلیت ذخیره‌سازی بی پایان است. حملات انکار خدمات را می‌توان همان‌طور که قبلاً ذکر شد انجام داد، اما می‌توان حملات پیچیده تری را روی پروتکل‌های مسیریابی BGP یا زیر ساخت‌های DNS انجام داد. کمتر احتمال دارد که یک حمله به شبکه تلفن تلفنی سنتی سوئیچ‌های SS7 یا حمله به وسایل بدنی مانند ایستگاه‌های مایکروویو یا امکانات ماهواره ای هدف قرار داده یا به خطر بیفتد. هنوز هم امکان خاموش کردن این امکانات فیزیکی برای مختل کردن شبکه‌های تلفنی وجود دارد. تمام ایده در مورد این حملات سایبری این است که افراد را از هم جدا کنیم، ارتباط را مختل کنیم و با این کار مانع از ارسال و دریافت اطلاعات مهم شود. در جنگ سایبری، این یک روش مهم برای دستیابی به دست بالا در یک درگیری است. با کنترل جریان اطلاعات و ارتباطات، یک ملت می‌تواند حملات دقیق تری را برنامه‌ریزی کند و اقدامات ضد حملات بهتری را برای دشمنان خود اتخاذ کند.

### حمل و نقل
زیرساخت‌های حمل و نقل آینه تجهیزات ارتباطی با جلوگیری از حمل و نقل برای افراد یک شهر یا منطقه، اقتصاد به مرور زمان کاهش می‌یابد. حملات سایبری موفقیت‌آمیز می‌تواند بر برنامه‌ریزی و دسترسی، تأثیر بگذارد و باعث ایجاد اختلال در زنجیره اقتصادی شود. روش‌های حمل و نقل تحت تأثیر قرار خواهد گرفت و این امر باعث می‌شود ارسال محموله از یک مکان به جای دیگر سخت شود. در ژانویه سال ۲۰۰۳ در طی ویروس "slammer"، شرکت هواپیمایی قاره آمریکا به دلیل مشکلات رایانه ای مجبور شد پروازها را خاموش کند. Cyberterrorists می‌توانند راه‌آهن را با ایجاد اختلال در سوئیچ‌ها، نرم‌افزار پرواز هدفمند برای جلوگیری از هواپیماها و استفاده از جاده هدف قرار دهند تا از روش‌های حمل و نقل مرسوم تر جلوگیری کنند. در ماه مه سال ۲۰۱۵، مردی به نام کریس رابرتز که یک مجرمان سایبری بود، به اف‌بی‌آی فاش کرد که بارها و بارها از سال ۲۰۱۱ تا ۲۰۱۴ موفق شده‌است از طریق سامانه سرگرمی پردازنده، کنترل‌های بوئینگ و ایرباس را هک کند. حداقل یکبار دستور پرواز را برای صعود داد. FBI پس از بازداشت او در آوریل ۲۰۱۵ در سیراکوز، در مورد این اتهامات با وی مصاحبه کرده بود.

### آب
آب به عنوان یک زیرساخت می‌تواند یکی از مهم‌ترین زیرساخت‌هایی است که مورد حمله قرار می‌گیرد. این یکی از بزرگ‌ترین خطرات امنیتی در بین کلیه سامانه‌های تحت کنترل کامپیوتر است. این احتمال وجود دارد که مقدار زیادی آب در منطقه رها نشود که بتواند از آن محافظت نکند باعث از بین رفتن جان و خسارت در اموال شود. این حتی منابع آبی نیست که می‌توان مورد حمله قرار گرفت. سامانه فاضلاب نیز می‌تواند به خطر بیفتد. هیچ هزینه ای برای خسارت وارد نشده‌است، اما هزینه تخمینی برای جایگزینی سامانه‌های بحرانی آب می‌تواند صدها میلیارد دلار باشد. بسیاری از این زیرساخت‌های آب به خوبی توسعه یافته‌اند و باعث می‌شود تا در حملات سایبری مشکل خسارت قابل توجهی ایجاد نشود، در اکثر موارد ممکن است خرابی تجهیزات رخ دهد و باعث شود تا برای مدت زمان کوتاه قطع برق شود.

### بیمارستان‌ها
بیمارستان به عنوان یک زیرساخت یکی از مهم‌ترین دارایی‌هایی است که در اثر حملات سایبری تحت تأثیر قرار گرفته‌است. این حملات می‌تواند «به‌طور مستقیم منجر به مرگ» شود. حملات سایبری به گونه‌ای طراحی شده‌است که دسترسی کارمندان بیمارستان به سامانه‌های مراقبت حساس را منکر شود. اخیراً، در میان همه‌گیری‌های covid-19، حملات سایبری زیادی علیه بیمارستان‌ها افزایش یافته‌است. هکرها یک شبکه را قفل می‌کنند و برای بازگشت دسترسی به این سامانه‌ها خواستار باج می‌شوند. کمیته بین‌المللی حقوق مدنی و دیگر گروه حقوق بشر از اجرای قانون خواسته‌است «مجازات فوری و قاطع» را برای مجازات چنین حمله کنندگان سایبری انجام دهد.